# Regioni di Gibuti

Regioni del Gibuti

Le regioni di Gibuti sono la suddivisione territoriale di primo livello del Paese e sono pari a 6; ad esse è equiordinata la capitale, Gibuti. Ciascuna regione si articola a sua volta in distretti.

## Lista
| Localizzazione | Regione               | Capoluogo  | Popolazione (2009) | Superficie (Km²) |
| -------------- | --------------------- | ---------- | ------------------ | ---------------- |
|                | Regione di Ali Sabieh | Ali Sabieh | 86 949             | 2 200            |
|                | Regione di Arta       | Arta       | 42 380             | 1 800            |
|                | Regione di Dikhil     | Dikhil     | 88 948             | 7 200            |
|                | Gibuti                | -          | 475 322            | 200              |
|                | Regione di Obock      | Obock      | 37 856             | 4 700            |
|                | Regione di Tagiura    | Tagiura    | 86 704             | 7 100            |